# Jean Richard
Jean Richard (18 de abril de 1921 – 12 de diciembre de 2001) fue un actor teatral, cinematográfico y televisivo, además de director circense, de nacionalidad francesa.

## Biografía
Nacido en Bessines, Francia, Richard era un apasionado del dibujo, aunque su familia quería que fuera notario. Trabajó como caricaturista en varios diarios de su región. Tras fallar el examen de ingreso en la prestigiosa escuela del cuerpo de Cadre noir, en Saumur, empezó a actuar en cabarets siguiendo la tradición de los soldados cómicos. Más adelante, y con la colaboración de amigos suyos, creó una compañía de teatro aficionado.
Tras estiduar en el Conservatorio nacional superior de arte dramático en 1947, Jean Richard trabajó en el circo, el cabaret, el cine y la televisión. Su primer gran éxito en el cine fue Belle Mentalité (1952), ofreciéndole después Jean Renoir uno de sus mejores papeles en Elena et les Hommes.
Su pasión por los animales le llevó a organizar un zoológico en Ermenonville, donde él se instaló en 1955. En 1963 creó en esa villa La Mer de sable, un parque de atracciones en el que utilizó decorados del Oeste de Estados Unidos.
Apasionado del circo, participó en funciones con el Cirque Medrano, y en 1957 y 1958 presentó el primer Circo Jean Richard gracias a la colaboración de las familias Grüss y Jeannet. El 29 de enero de 1972 adquirió el Circo Pinder, que confió a su hijo en 1978. Para financiar sus costosos proyectos, hubo de resignarse a rodar numerosas películas, con un resultado de taquilla variable. También hubo de actuar en piezas de teatro de calidad desigual, en algunos casos en representaciones llevadas a cabo en provincias con las giras Herbert-Karsenty.
En 1962, 1965 y 1972, actuó junto a Georges Guétary en operetas de Marcel Achard (1962 - La Polka des lampions), Charles Aznavour (1965 - Monsieur Carnaval) y Françoise Dorin (1972 - Monsieur Pompadour).
Finalmente consiguió la fama encarnando durante más de veinte años, a partir de octubre de 1967, al Comisario Jules Maigret en televisión, bajo la dirección de Claude Barma, René Lucot, Marcel Cravenne y Denys de La Patellière, entre otros realizadores, interpretando un total de 92 episodios. Con su imponente estatura, su actitud lenta, arrogante, áspera, y el hecho de fumar en pipa, consiguió el papel frente a numerosos candidatos de importancia. Georges Simenon prodigó consejos a su intérprete, que se adaptó rápidamente al papel. Fue el único actor en rodar el conjunto de las obras de Georges Simenon con Maigret, emitiéndose la última en junio de 1990.
El 10 de mayo de 1973, cuando se encontraba en la cima de su popularidad, a cinco kilómetros de Evreux, sufrió un terrible accidente de tráfico. Ingresado en el Hospital Lariboisière, estuvo seis semanas en coma. Después retomó sus actividades. Las secuelas del accidente le obligaron a reducir su actividad laboral, debiendo delegar parte de sus asuntos. En 1978, el circo Pinder se declaró en quiebra, y en 1983, tras una nueva declaración de quiebra, Jean Richard hubo de vender el circo Pinder y el que llevaba su nombre. En 1980 recibió el Gran Premio Nacional del circo tras obtener del estado el reconocimiento de actividad cultural para el espectáculos circense. 
En la época colaboraba también con las revistas infantiles Pif Gadget y Pif Poche, haciendo pequeñas encuestas bajo el título Jean Richard enquête, y en 1976 publicó historias en Jean Richard raconte.  
Richard decidió retirarse de la actuación en 1990, siendo nombrado caballero de la Legión de Honor en 1995.

## Vida personal
Su nombre completo era Jean François Henri Richard, y sus padres eran Pierre Richard, mercader de caballos, y Suzanne Boinot.
En 1945 se casó con Anne-Marie Lejard, divorciándose la pareja en 1951.
Volvió a casarse el 3 de diciembre de 1957, esta vez con Annick Tanguy (1930 - 1999), una actriz y bailarina a la cual Richard había comprometido para llevar a cabo un espectáculo de burlesque que finalmente no vio la luz.
Richard tuvo dos hijos :
- Élisabeth, nacido el 22 de agosto de 1946, fruto de su primer matrimonio.
- Jean-Pierre (nacido en 1958). Jean-Pierre Richard trabajó con su padre en el circo, y presentó números con animales (con ponis en 1975 y dromedarios en 1977-1978), antes de ser efímero director del Circo Jean Richard al principio de los años 1980 .[1] Falleció el 19 de junio de 2009 en Toulon.

Jean Richard perdió en 1999 a su esposa, la cual había sucedido a Dominique Blanchar en el papel de Madame Maigret en la televisión. Jean Richard falleció dos años más tarde en Senlis, Francia, a causa de un cáncer. Fue enterrado en Ermenonville.

## Teatro
- 1947 : Don Juan, de Molière, escenografía de Louis Jouvet, Théâtre de l'Athénée
- 1950 : La escuela de las mujeres, de Molière, escenografía de Louis Jouvet, Théâtre des Célestins
- 1951 : Du-Gu-Du, espectáculo de los Branquignols, Théâtre La Bruyère
- 1952 : Le Sire de Vergy, de Robert de Flers, Gaston Arman de Caillavet, escenografía de Jean-Pierre Grenier, Théâtre La Bruyère
- 1953 : Demeure chaste et pure, de George Axelrod, adaptación de Jacques Deval, escenografía de Jacques Deval, Théâtre Edouard VII
- 1955 : Il y a longtemps que je t'aime, de Jacques Deval, escenografía de Jean Le Poulain, Théâtre Edouard VII
- 1956 : Bon appétit monsieur, de Gilbert Laporte, escenografía de Alfred Pasquali, Théâtre de l'Athénée
- 1960 : Noix de coco, de Marcel Achard, escenografía de Jean Meyer, Théâtre de Paris
- 1961 : El médico a palos, de Molière, escenografía de Jean Meyer, Théâtre du Palais Royal
- 1961 : Noix de coco, de Marcel Achard, escenografía de Jean Meyer, Théâtre des Célestins
- 1961 : La Polka des lampions, de Marcel Achard y Gérard Calvi, escenografía de Maurice Lehmann, Teatro del Chatelet
- 1964 : Machin-Chouette, de Marcel Achard, escenografía de Jean Meyer, Théâtre Antoine
- 1965 : Monsieur Carnaval, de Frédéric Dard, Charles Aznavour y Mario Bua, escenografía de Maurice Lehmann, Teatro del Châtelet
- 1968 : Quatre pièces sur jardin, de Pierre Barillet y Jean-Pierre Grédy, escenografía de Jacques Charon, Théâtre des Bouffes-Parisiens
- 1971 : Monsieur Pompadour, de Françoise Dorin, escenografía de Jacques Charon, Teatro Mogador
- 1972 : El médico a palos, de Molière, escenografía de Jean Meyer, Maison des Jeunes Cachan
- 1972 : Les Boulingrin, de Georges Courteline, escenografía de Jean Meyer, Maison des Jeunes Cachan
- 1972 : Lidoire, de Georges Courteline, escenografía de Jean Meyer, Maison des Jeunes Cachan
- 1973 : El médico a palos, de Molière, escenografía de Jean Meyer, Théâtre des Célestins y Théâtre de Boulogne-Billancourt

## Filmografía

### Cine
- 1947 : Six heures à perdre, de Alex Joffé y Jean Lévitte
- 1949 : Je n'aime que toi, de Pierre Montazel
- 1949 : Le Roi Pandore, de André Berthomieu
- 1949 : Mission à Tanger, de André Hunebelle
- 1950 : Bertrand cœur de lion, de Robert Dhéry
- 1950 : Adémaï au poteau-frontière, de Paul Colline
- 1950 : Le Roi du bla bla bla, de Maurice Labro
- 1950 : Désordre, de Jacques Baratier
- 1951 : La Garçonnière, de Claude Orval
- 1951 : Pompons rouges, de Claude Lalande
- 1951 : Le Passage de Vénus, de Maurice Gleize
- 1952 : Los siete pecados capitales, sketch La gourmandise, de Carlo Rim
- 1952 : Le Costaud des Batignolles, de Guy Lacourt
- 1952 : La Demoiselle et son revenant, de Marc Allégret
- 1952 : Drôle de noce, de Léo Joannon
- 1952 : Belle Mentalité !, de André Berthomieu
- 1953 : Innocents in Paris, de Gordon Parry
- 1953 : Le Portrait de son père, de André Berthomieu
- 1953 : Deux de l'escadrille, de Maurice Labro
- 1953 : Vedettes en pantoufles, de Jacques Guillon
- 1954 : Si Versailles m'était conté..., de Sacha Guitry
- 1954 : Cinema d'altri tempi, de Steno
- 1954 : Allegro squadrone, de Paolo Moffa
- 1954 : Casta diva, de Carmine Gallone
- 1954 : Escalier de service, sketch Les Béchard, de Carlo Rim
- 1954 : Scènes de ménage, de André Berthomieu
- 1955 : Chéri-Bibi, de Marcello Pagliero
- 1955 : Les Deux font la paire, de André Berthomieu
- 1955 : La Madelon, de Jean Boyer
- 1956 : Les Truands, de Carlo Rim
- 1956 : Courte tête, de Norbert Carbonnaux
- 1956 : Elena et les Hommes, de Jean Renoir
- 1956 : La vie est belle, de Roger Pierre y Jean-Marc Thibault
- 1957 : La Peau de l'ours, de Claude Boissol
- 1957 : Nous autres à Champignol, de Jean Bastia
- 1957 : C'est arrivé à 36 chandelles, de Henri Diamant-Berger
- 1958 : En bordée, de Pierre Chevalier
- 1958 : La Vie à deux, de Clément Duhour
- 1958 : Cigarettes, Whisky et P'tites Pépées, de Maurice Regamey
- 1958 : Le train de 8h47, de Jack Pinoteau
- 1959 : Mon pote le gitan, de François Gir
- 1959 : Messieurs les ronds-de-cuir, de Henri Diamant-Berger
- 1959 : Vous n'avez rien à déclarer ?, de Clément Duhour
- 1959 : Arrêtez le massacre, de André Hunebelle
- 1959 : Certains l'aiment froide, de Jean Bastia y Guy Lionel
- 1959 : Le Gendarme de Champignol, de Jean Bastia
- 1960 : La Famille Fenouillard, de Yves Robert
- 1960 : Les Tortillards, de Jean Bastia
- 1960 : Les Fortiches, de Georges Combret
- 1960 : Tête folle, de Robert Vernay
- 1960 : Die gans von Sedan, de Helmut Käutner
- 1960 : Candide ou l'optimisme du XXe siècle, de Norbert Carbonnaux
- 1960 : Ma femme est une panthère, de Raymond Bailly
- 1961 : La Belle Américaine, de Robert Dhéry
- 1962 : La Guerre des boutons, de Yves Robert
- 1962 : Es muss nicht immer kaviar sein, de Geza Von Radvanyi
- 1962 : Diesmal muss es kaviar sein, de Geza Von Radvanyi
- 1962 : Un clair de lune à Maubeuge, de Jean Chérasse
- 1962 : Nous irons à Deauville, de Francis Rigaud
- 1962 : Tartarin de Tarascon, de Francis Blanche
- 1962 : Du mouron pour les petits oiseaux, de Marcel Carné
- 1963 : Bébert et l'Omnibus, de Yves Robert
- 1963 : Clémentine chérie, de Pierre Chevalier
- 1963 : Le Coup de bambou, de Jean Boyer
- 1963 : Dragées au poivre, de Jacques Baratier
- 1964 : Allez France !, de Robert Dhéry y Pierre Tchernia
- 1964 : Humour noir, sketch La bestiole, de Claude Autant-Lara
- 1964 : Dernier Tiercé, de Richard Pottier
- 1964 : Jaloux comme un tigre, de Darry Cowl
- 1964 : Comment épouser un premier ministre, de Michel Boisrond
- 1964 : Les mordus de Paris, de Pierre Armand
- 1965 : La Corde au cou, de Joseph Lisbona
- 1965 : Les Fêtes galantes, de René Clair
- 1965 : La Bonne Occase, de Michel Drach
- 1965 : L'Or du duc, de Jacques Baratier
- 1965 : La Tête du client, de Jacques Poitrenaud
- 1965 : Le Lit à deux places, sketch "Le berceau", de Jean Delannoy
- 1965 : Les Bons Vivants, sketch "Les bons vivants", de Georges Lautner
- 1966 : Sale temps pour les mouches..., de Guy Lefranc
- 1966 : Le Caïd de Champignol, de Jean Bastia
- 1966 : Le désordre à 20 ans, de Jacques Baratier
- 1967 : Bang-Bang, de Serge Piolet
- 1967 : Le Plus Vieux Métier du monde, sketch "Mlle Mimi", de Philippe de Broca
- 1968 : Béru et ces dames, de Guy Lefranc
- 1969 : La Maison de campagne, de Jean Girault
- 1969 : L'Auvergnat et l'Autobus, de Guy Lefranc
- 1969 : Du blé en liasses, de Alain Brunet
- 1972 : Le Viager, de Pierre Tchernia
- 1981 : Signé Furax, de Marc Simenon

### Televisión

#### Telefilmes

##### Maigret
Les Enquêtes du commissaire Maigret
- papel del comisario Jules Maigret -
- 1967 : Cécile est morte, de Claude Barma
- 1967 : La Tête d'un homme, de René Lucot
- 1968 : Le Chien jaune, de Claude Barma
- 1968 : Signé Picpus, de Jean-Pierre Decourt
- 1968 : L'Inspecteur Cadavre, de Michel Drach
- 1968 : Félicie est là, de Claude Barma
- 1969 : La Maison du juge, de René Lucot
- 1969 : L'Ombre chinoise, de René Lucot
- 1969 : La nuit du carrefour, de François Villiers
- 1970 : L'écluse n°1, de Claude Barma
- 1970 : Maigret et son mort, de Claude Barma
- 1970 : Maigret, de Claude Barma
- 1971 : Maigret à l'école, de Claude Barma
- 1971 : Maigret en vacances, de Claude Barma
- 1971 : Maigret et le fantôme, de René Lucot
- 1971 : Maigret aux assises, de Marcel Cravenne
- 1972 : Le port des brumes, de Jean-Louis Muller
- 1972 : Maigret se fâche, de François Villiers
- 1972 : Pietr le Letton, de Jean-Louis Muller
- 1972 : Maigret en meublé, de Claude Boissol
- 1973 : Mon ami Maigret, de François Villiers
- 1973 : Maigret et l'Homme du banc, de René Lucot
- 1973 : Maigret et la jeune morte, de Claude Boissol
- 1974 : Maigret et le corps sans tête, de Marcel Cravenne
- 1974 : Maigret et la Grande Perche, de Claude Barma
- 1975 : La Folle de Maigret, de Claude Boissol
- 1975 : La guinguette à deux sous, de René Lucot
- 1975 : Maigret hésite, de Claude Boissol
- 1976 : Maigret a peur, de Jean Kerchbron
- 1976 : Un crime en Hollande, de René Lucot
- 1976 : Maigret chez les flamands, de Jean-Paul Sassy
- 1976 : Les Scrupules de Maigret, de Jean-Louis Muller
- 1977 : Maigret, Lognon et les gangsters, de Jean Kerchbron
- 1977 : Maigret et M. Charles, de Jean-Paul Sassy
- 1977 : L'Amie de madame Maigret, de Marcel Cravenne
- 1977 : Au rendez-vous des Terre-Neuvas, de Jean-Paul Sassy
- 1978 : Maigret et le marchand de vin, de Jean-Paul Sassy
- 1978 : Maigret et les témoins récalcitrants, de Denys de La Patellière
- 1978 : Maigret et le tueur, de Marcel Cravenne
- 1978 : Maigret et l'affaire Nahour, de René Lucot
- 1979 : Liberty-Bar, de Jean-Paul Sassy
- 1979 : Maigret et le fou de Bergerac, de Yves Allégret
- 1979 : Maigret et l'Indicateur, de Yves Allégret
- 1979 : Maigret et la dame d’Etretat, de Stéphane Bertin
- 1980 : L’affaire Saint-Fiacre, de Jean-Paul Sassy
- 1980 : Le charretier de la Providence, de Marcel Cravenne
- 1980 : Maigret et l’ambassadeur, de Stéphane Bertin
- 1981 : Maigret et le pendu de Saint-Pholien, de Yves Allégret
- 1981 : Maigret en Arizona, de Stéphane Bertin
- 1981 : Une confidence de Maigret, de Yves Allégret
- 1981 : La danseuse du Gai-Moulin, de Jean-Paul Sassy
- 1981 : Maigret se trompe, de Stéphane Bertin
- 1982 : Le Voleur de Maigret, de Jean-Paul Sassy
- 1982 : Maigret et l'Homme tout seul, de Jean-Paul Sassy
- 1982 : Maigret et les braves gens, de Jean-Jacques Goron
- 1982 : Maigret et le clochard, de Louis Grospierre
- 1983 : La Colère de Maigret, de Alain Levent
- 1983 : Maigret s'amuse, de René Lucot
- 1983 : Un Noël de Maigret, de Jean-Paul Sassy
- 1983 : La tête d’un homme, de Louis Grospierre
- 1984 : L'Ami d'enfance de Maigret, de Stéphane Bertin
- 1984 : Maigret se défend, de Georges Ferraro
- 1984 : La Patience de Maigret, de Alain Boudet
- 1984 : Maigret à Vichy, de Alain Levent
- 1984 : La nuit du carrefour, de Stéphane Bertin
- 1985 : Le client du samedi, de Pierre Bureau
- 1985 : Le revolver de Maigret, de Jean Brard
- 1985 : Maigret au Picratt’s, de Philippe Laïk
- 1987 : Maigret chez le ministre, de Louis Grospierre
- 1987 : Un échec de Maigret, de Gilles Katz
- 1987 : Maigret voyage, de Jean-Claude Carrière
- 1987 : Monsieur Gallet, décédé, de Georges Ferraro
- 1987 : Les Caves du Majestic, de Maurice Frydland
- 1988 : La Pipe de Maigret, de Jean-Marie Coldefy
- 1988 : Maigret et la vieille dame de Bayeux, de Philippe Laïk
- 1988 : Le Notaire de Châteauneuf, de Gérard Gozlan
- 1988 : Le Chien jaune, de Pierre Bureau
- 1988 : Le Témoignage de l'enfant de chœur, de Michel Subiela
- 1988 : Maigret et l’inspecteur malgracieux, de Philippe Laïk
- 1988 : La morte qui assassina, de Jean-Claude Youri
- 1988 : Maigret et le voleur paresseux, de Jean-Marie Coldefy
- 1988 : Maigret et l’homme de la rue, de Jean Kerchbron
- 1989 : Tempête sur la Manche, de Edouard Logereau
- 1989 : L'Amoureux de Madame Maigret, de James Thor
- 1989 : L'Auberge aux noyés, de Jean-Paul Sassy
- 1989 : Jeumont, 51 minutes d’arrêt !, de Gilles Katz
- 1990 : Stan le tueur, de Philippe Laïk
- 1990 : Maigret à New York, de Stéphane Bertin

##### Otros telefilmes
- 1958 : Le Village perdu, de Jean-Christophe Averty
- 1961 : Le Médecin malgré lui, de René Lucot
- 1961 : Le Sérum de bonté, de Jacques Daniel-Norman
- 1961 : Gargantua, de Pierre Badel
- 1961 : Vincent Scotto, de Henri Spade
- 1962 : Noix de coco, de Marcel Achard, dirección de Pierre Badel
- 1964 : La Belle marinière, de Jean-Pierre Marchand
- 1964 : 29 degrés à l'ombre, de Jean-Pierre Marchand
- 1964 : Médard et Barnabé, de Raymond Bailly
- 1967 : Demeure chaste et pure, de Pierre Badel
- 1967 : Panouillard, episodio de Les Créatures du bon dieu, de Jean Laviron
- 1967 : Malin comme un singe, episodio de Les Créatures du bon dieu, de Jean Laviron
- 1972 : Au théâtre ce soir : Noix de coco, de Marcel Achard, escenografía de Jean Meyer, dirección de Pierre Sabbagh, Théâtre Marigny
- 1972 : Dans le jardin de Franc-Nohain, de Alain Frey
- 1972 : Au théâtre ce soir : El médico a palos, de Molière, escenografía de Jean Meyer, dirección de Georges Folgoas, Théâtre Marigny
- 1972 : Au théâtre ce soir : Lidoire, de Georges Courteline, escenografía de Jean Meyer, dirección de Georges Folgoas, Théâtre Marigny
- 1972 : Au théâtre ce soir : Les Boulingrin, de Georges Courteline, escenografía de Jean Meyer, dirección de Georges Folgoas, Théâtre Marigny
- 1980 : La Traque, de Philippe Lefebvre
- 1982 : S'il vous plaît, de Jacques Duhon
- 1982 : Bourvil, un éclat de rire, de Catherine Dupuis

## Circo - Animales - Ocio
Enamorado de los animales y del circo, Jean Richard llevó a cabo, además de la actuación, una segunda carrera dedicada al circo, los animales y el ocio.
- Fundador del parque zoológico Jean Richard en 1955.
- Fundador del Circo Jean Richard en 1957
- Fundador del parque de atracciones La Mer de sable en Ermenonville en 1963.
- Reinicio del Circo Pinder en 1972.
- En 1973 asumió la dirección de los circos Jean Richard y Pinder, sufriendo ese mismo año un grave accidente de tráfico.
- Gerente del parque de La Vallée des Peaux-Rouges, en Fleurines.

Jean Richard fue la mayor empresa de espectáculo y ocio de Europa, alcanzando su apogeo en 1977 :
- 3 circos ambulantes
  - El Circo Jean Richard
  - El Circo Pinder Jean Richard
  - El Nuevo Circo Jean Richard
- 1 local no ambulante
  - El Nouvel Hippodrome de París (6000 localidades)
- 1 parque zoológico
  - El zoo de Ermenonville
- 2 parques de atracciones
  - La Mer de sable
  - La Vallée des Peaux-Rouges